# Sverige i olympiska sommarspelen 2020
Sverige, genom Sveriges Olympiska Kommitté (SOK), deltog i de 32:a olympiska sommarspelen i Tokyo 2020. Den första uttagningen gjordes 20 november 2019.
Sverige hade en trupp på 137 aktiva deltagare i totalt 22 idrotter.

## Medaljer
| Medalj | Namn                                                         | Sport     | Gren                  |
| ------ | ------------------------------------------------------------ | --------- | --------------------- |
| 1      | Daniel Ståhl                                                 | Friidrott | Herrarnas diskus      |
| 1      | Armand Duplantis                                             | Friidrott | Herrarnas stavhopp    |
| 1      | Henrik von Eckermann Malin Baryard-Johnsson Peder Fredricson | Ridsport  | Lagtävling i hoppning |
| 2      | Sveriges damlandslag i fotboll                               | Fotboll   | Damernas turnering    |
| 2      | Simon Pettersson                                             | Friidrott | Herrarnas diskus      |
| 2      | Peder Fredricson                                             | Ridsport  | Individuell hoppning  |
| 2      | Josefin Olsson                                               | Segling   | Damernas laser radial |
| 2      | Anton Dahlberg Fredrik Bergström                             | Segling   | Herrarnas 470         |
| 2      | Sarah Sjöström                                               | Simning   | Damernas 50 m frisim  |

## Badminton
Felix Burestedt blev uttagen i den svenska truppen den 19 maj 2021.
Herrar
| Spelare         | Gren   | Gruppspel                   | Gruppspel                   | Gruppspel | Eliminering       | Kvartsfinal       | Semifinal         | Final / BM        | Final / BM       |
| Spelare         | Gren   | Motståndare Poäng           | Motståndare Poäng           | Placering | Motståndare Poäng | Motståndare Poäng | Motståndare Poäng | Motståndare Poäng | Placering        |
| --------------- | ------ | --------------------------- | --------------------------- | --------- | ----------------- | ----------------- | ----------------- | ----------------- | ---------------- |
| Felix Burestedt | Singel | Chou (TPE) L (12–21, 11–21) | Yang (CAN) W (21–12, 21–17) | 2         | bye               | Gick inte vidare  | Gick inte vidare  | Gick inte vidare  | Gick inte vidare |

## Bordtennis
Den 20 november 2019 blev Mattias Falck uttagen i den svenska truppen. Den 14 april 2021 blev Linda Bergström uttagen i truppen. Den 19 maj 2021 blev Anton Källberg och Kristian Karlsson uttagna medan Jon Persson blev klar som reserv i truppen. Christina Källberg blev uttagen i truppen den 21 juni 2021.
| Spelare                                        | Gren                 | Inledande omgång     | Omgång 1              | Omgång 2             | Omgång 3             | Åttondelsfinal       | Kvartsfinal          | Semifinal            | Final / BM           | Final / BM       |
| Spelare                                        | Gren                 | Motståndare Resultat | Motståndare Resultat  | Motståndare Resultat | Motståndare Resultat | Motståndare Resultat | Motståndare Resultat | Motståndare Resultat | Motståndare Resultat | Placering        |
| ---------------------------------------------- | -------------------- | -------------------- | --------------------- | -------------------- | -------------------- | -------------------- | -------------------- | -------------------- | -------------------- | ---------------- |
| Mattias Falck                                  | Herrsingel           | bye                  | bye                   | bye                  | Assar (EGY) L 3-4    | Gick inte vidare     | Gick inte vidare     | Gick inte vidare     | Gick inte vidare     | Gick inte vidare |
| Anton Källberg                                 | Herrsingel           | bye                  | bye                   | Kumar (USA) W 4-0    | Lin (TPE) L 1-4      | Gick inte vidare     | Gick inte vidare     | Gick inte vidare     | Gick inte vidare     | Gick inte vidare |
| Mattias Falck Anton Källberg Kristian Karlsson | Herrarnas lagtävling | i.u.                 | i.u.                  | i.u.                 | i.u.                 | USA W 3-1            | Japan L 1-3          | Gick inte vidare     | Gick inte vidare     | Gick inte vidare |
| Linda Bergström                                | Damsingel            | bye                  | Mukherjee (IND) L 3-4 | Gick inte vidare     | Gick inte vidare     | Gick inte vidare     | Gick inte vidare     | Gick inte vidare     | Gick inte vidare     | Gick inte vidare |
| Christina Källberg                             | Damsingel            | bye                  | Shao (POR) L 3-4      | Gick inte vidare     | Gick inte vidare     | Gick inte vidare     | Gick inte vidare     | Gick inte vidare     | Gick inte vidare     | Gick inte vidare |

## Boxning
Agnes Alexiusson blev uttagen i den svenska truppen den 10 juni 2021. Den 30 juni 2021 blev Adam Chartoi uttagen i truppen.
| Boxare           | Gren                 | Åttondelsfinal       | Kvartsfinal          | Semifinal            | Återkval             | Final / BM           | Final / BM       |
| Boxare           | Gren                 | Motståndare Resultat | Motståndare Resultat | Motståndare Resultat | Motståndare Resultat | Motståndare Resultat | Placering        |
| ---------------- | -------------------- | -------------------- | -------------------- | -------------------- | -------------------- | -------------------- | ---------------- |
| Agnes Alexiusson | Damernas lättvikt    | Wu (TPE) L 1-4       | Gick inte vidare     | Gick inte vidare     | Gick inte vidare     | Gick inte vidare     | Gick inte vidare |
| Adam Chartoi     | Herrarnas mellanvikt | Verón (ARG) L 0-5    | Gick inte vidare     | Gick inte vidare     | Gick inte vidare     | Gick inte vidare     | Gick inte vidare |

## Brottning
Tre svenska brottare tog kvotplatser genom att ta medaljer vid världsmästerskapen 2019. Den 20 november 2019 blev Jenny Fransson, Henna Johansson och Alex Kessidis uttagna i den svenska truppen. Fransson blev i februari 2020 bortplockad från truppen efter att ha testat positivt för den anabola steroiden metyltestosteron. Den 19 mars 2021 tog Sofia Mattsson en kvotplats till OS och fem dagar senare blev hon uttagen i den svenska truppen.
Damernas fristil
| Brottare        | Gren   | Kvalomgång           | Kvartsfinal          | Semifinal            | Återkval 1            | Återkval 2           | Final / BM           | Final / BM |
| Brottare        | Gren   | Motståndare Resultat | Motståndare Resultat | Motståndare Resultat | Motståndare Resultat  | Motståndare Resultat | Motståndare Resultat | Pl.        |
| --------------- | ------ | -------------------- | -------------------- | -------------------- | --------------------- | -------------------- | -------------------- | ---------- |
| Sofia Mattsson  | −53 kg | Phogat (IND) L 1-7   | Gick inte vidare     | Gick inte vidare     | Gick inte vidare      | Gick inte vidare     | Gick inte vidare     | 13         |
| Henna Johansson | −62 kg | Marwa (TUN) W 5–1    | Kawai (JPN) L 2–10   | Gick inte vidare     | Ovtjarova (ROC) L 7-8 | Gick inte vidare     | Gick inte vidare     | 7          |

Herrarnas grekisk-romersk
| Brottare      | Gren   | Kvalomgång              | Kvartsfinal          | Semifinal            | Återkval 1           | Återkval 2           | Final / BM           | Final / BM |
| Brottare      | Gren   | Motståndare Resultat    | Motståndare Resultat | Motståndare Resultat | Motståndare Resultat | Motståndare Resultat | Motståndare Resultat | Pl.        |
| ------------- | ------ | ----------------------- | -------------------- | -------------------- | -------------------- | -------------------- | -------------------- | ---------- |
| Alex Kessidis | −77 kg | Hüseynov (AZE) L 1-1 PP | Gick inte vidare     | Gick inte vidare     | Gick inte vidare     | Gick inte vidare     | Gick inte vidare     | 11         |

## Bågskytte
Christine Bjerendal tog en kvotplats för Sverige vid VM 2019 och blev uttagen i den svenska OS-truppen den 8 juli 2021.
| Idrottare           | Gren                  | Rankningsomgång | Rankningsomgång | 32-delsfinal           | Sextondelsfinal      | Åttondelsfinal       | Kvartsfinal          | Semifinal            | Final / BM           | Final / BM       |
| Idrottare           | Gren                  | Poäng           | Placering       | Motståndare Resultat   | Motståndare Resultat | Motståndare Resultat | Motståndare Resultat | Motståndare Resultat | Motståndare Resultat | Pl.              |
| ------------------- | --------------------- | --------------- | --------------- | ---------------------- | -------------------- | -------------------- | -------------------- | -------------------- | -------------------- | ---------------- |
| Christine Bjerendal | Damernas individuella | 622             | 55              | Rebagliati (ITA) L 2-6 | Gick inte vidare     | Gick inte vidare     | Gick inte vidare     | Gick inte vidare     | Gick inte vidare     | Gick inte vidare |

## Cykling

### Landsväg
Emilia Fahlin blev uttagen i den svenska truppen den 14 april 2021.
| Idrottare     | Gren               | Tid | Placering |
| ------------- | ------------------ | --- | --------- |
| Emilia Fahlin | Damernas linjelopp | DNS | DNS       |
| Emilia Fahlin | Damernas tempolopp | DNS | DNS       |

### Mountainbike
Jenny Rissveds blev uttagen i den svenska truppen den 26 maj 2021.
| Idrottare      | Gren                 | Tid     | Placering |
| -------------- | -------------------- | ------- | --------- |
| Jenny Rissveds | Damernas terränglopp | 1:21.28 | 14        |

## Friidrott
Svenska friidrottare uppnådde kvalgränser i följande grenar:
Den 20 november 2019 blev gångaren Perseus Karlström, diskuskastaren Daniel Ståhl och stavhopparen Armand Duplantis uttagna i den svenska truppen. Den 31 januari 2020 blev stavhopparen Angelica Bengtsson och spjutkastaren Kim Amb uttagna i truppen. Den 24 mars 2021 blev kulstötarna Fanny Roos och Wictor Petersson, diskuskastaren Simon Pettersson, längdhopparna Thobias Montler och Khaddi Sagnia samt medeldistanslöparna Andreas Kramer och Kalle Berglund uttagna i den svenska truppen.
Den 14 april 2021 blev maratonlöparen Carolina Wikström uttagen i truppen. Den 10 juni 2021 blev 10 000-meterslöparna Meraf Bahta och Sarah Lahti uttagna i truppen. Den 30 juni 2021 blev hinderlöparna Emil Blomberg, Simon Sundström och Vidar Johansson samt höjdhopparna Erika Kinsey och Maja Nilsson uttagna i truppen. Stavhopparen Michaela Meijer blev uttagen den 8 juli 2021.
Förkortningar
- Notera– Placeringar avser endast det specifika heatet.
- Q = Tog sig vidare till nästa omgång
- q = Tog sig vidare till nästa omgång som den snabbaste förloraren eller, i teknikgrenarna, genom placering utan att nå kvalgränsen
- i.u. = Omgången fanns inte i grenen
- Bye = Idrottaren behövde inte tävla i omgången

Damer
Gång- och löpgrenar
| Idrottare         | Gren     | Final    | Final     |
| Idrottare         | Gren     | Resultat | Placering |
| ----------------- | -------- | -------- | --------- |
| Meraf Bahta       | 10 000 m | 32.10,49 | 18        |
| Sarah Lahti       | 10 000 m | DNF      | DNF       |
| Carolina Wikström | Maraton  | 2:33.19  | 22        |

Teknikgrenar
| Idrottare          | Gren        | Kval     | Kval      | Final            | Final            |
| Idrottare          | Gren        | Resultat | Placering | Resultat         | Placering        |
| ------------------ | ----------- | -------- | --------- | ---------------- | ---------------- |
| Angelica Bengtsson | Stavhopp    | 4,55     | 7 q       | 4,50             | 13               |
| Michaela Meijer    | Stavhopp    | 4,40     | 8         | Gick inte vidare | Gick inte vidare |
| Erika Kinsey       | Höjdhopp    | 1,93     | 15        | Gick inte vidare | Gick inte vidare |
| Maja Nilsson       | Höjdhopp    | 1,95     | 11 Q      | 1,84             | 13               |
| Fanny Roos         | Kulstötning | 19,01    | 4 Q       | 18,91            | 7                |
| Khaddi Sagnia      | Längdhopp   | 6,76     | 7 Q       | 6,67             | 9                |

Herrar
Gång- och löpgrenar
| Idrottare         | Gren           | Heat     | Heat      | Semifinal        | Semifinal        | Final            | Final            |
| Idrottare         | Gren           | Resultat | Placering | Resultat         | Placering        | Resultat         | Placering        |
| ----------------- | -------------- | -------- | --------- | ---------------- | ---------------- | ---------------- | ---------------- |
| Kalle Berglund    | 1 500 m        | 3.49,43  | 12        | Gick inte vidare | Gick inte vidare | Gick inte vidare | Gick inte vidare |
| Emil Blomberg     | 3 000 m hinder | 8.39,57  | 13        | i.u.             | i.u.             | Gick inte vidare | Gick inte vidare |
| Perseus Karlström | 20 km gång     | i.u.     | i.u.      | i.u.             | i.u.             | 1:22.29          | 9                |
| Andreas Kramer    | 800 m          | 1.46,44  | 5         | Gick inte vidare | Gick inte vidare | Gick inte vidare | Gick inte vidare |
| Vidar Johansson   | 3 000 m hinder | 8.32,86  | 10        | i.u.             | i.u.             | Gick inte vidare | Gick inte vidare |
| Simon Sundström   | 3 000 m hinder | 8.29,34  | 11        | i.u.             | i.u.             | Gick inte vidare | Gick inte vidare |

Teknikgrenar
| Idrottare        | Gren           | Kval     | Kval      | Final            | Final            |
| Idrottare        | Gren           | Resultat | Placering | Resultat         | Placering        |
| ---------------- | -------------- | -------- | --------- | ---------------- | ---------------- |
| Kim Amb          | Spjutkastning  | 82,40    | 12 q      | 79,69            | 11               |
| Armand Duplantis | Stavhopp       | 5,75     | 3 Q       | 6,02             | 1                |
| Thobias Montler  | Längdhopp      | 8,01     | 8 q       | 8,08             | 7                |
| Wictor Petersson | Kulstötning    | 19,73    | 13        | Gick inte vidare | Gick inte vidare |
| Simon Pettersson | Diskuskastning | 64,18    | 7 Q       | 67,39            | 2                |
| Daniel Ståhl     | Diskuskastning | 66,12    | 1 Q       | 68,90            | 1                |

## Fotboll
Sveriges damlandslag kvalificerade sig genom att ta brons vid VM 2019.
Spelartrupp
Förbundskaptenen Peter Gerhardsson tog ut en trupp på 18 spelare samt med fyra reserver den 29 juni 2021.
Förbundskapten: Peter Gerhardsson
| Nr | Pos. | Namn               | Födelsedatum (ålder)      | Matcher | Mål |          | Klubb           |
| -- | ---- | ------------------ | ------------------------- | ------- | --- | -------- | --------------- |
|    | MV   | Jennifer Falk      | 26 april 1993 (28 år)     | 8       | 0   | Sverige  | BK Häcken       |
|    | MV   | Hedvig Lindahl     | 29 april 1983 (38 år)     | 172     | 0   | Spanien  | Atlético Madrid |
|    | F    | Jonna Andersson    | 2 januari 1993 (28 år)    | 56      | 1   | England  | Chelsea         |
|    | F    | Nathalie Björn     | 4 maj 1997 (24 år)        | 26      | 4   | Sverige  | FC Rosengård    |
|    | F    | Magdalena Eriksson | 8 september 1993 (27 år)  | 70      | 8   | England  | Chelsea         |
|    | F    | Hanna Glas         | 16 april 1993 (28 år)     | 42      | 0   | Tyskland | Bayern München  |
|    | F    | Amanda Ilestedt    | 17 januari 1993 (28 år)   | 41      | 4   | Tyskland | Bayern München  |
|    | F    | Emma Kullberg      | 25 september 1991 (29 år) | 6       | 0   | Sverige  | BK Häcken       |
|    | MF   | Filippa Angeldal   | 14 juli 1997 (24 år)      | 11      | 4   | Sverige  | BK Häcken       |
|    | MF   | Hanna Bennison     | 16 oktober 2002 (18 år)   | 8       | 0   | Sverige  | FC Rosengård    |
|    | MF   | Olivia Schough     | 11 mars 1991 (30 år)      | 83      | 11  | Sverige  | FC Rosengård    |
|    | MF   | Caroline Seger     | 19 mars 1985 (36 år)      | 215     | 29  | Sverige  | FC Rosengård    |
|    | A    | Kosovare Asllani   | 29 juli 1989 (31 år)      | 148     | 38  | Spanien  | Real Madrid     |
|    | A    | Stina Blackstenius | 5 februari 1996 (25 år)   | 64      | 17  | Sverige  | BK Häcken       |
|    | A    | Lina Hurtig        | 5 september 1995 (25 år)  | 38      | 12  | Italien  | Juventus        |
|    | A    | Sofia Jakobsson    | 23 april 1990 (31 år)     | 123     | 23  | Spanien  | Real Madrid     |
|    | A    | Madelen Janogy     | 12 november 1995 (25 år)  | 17      | 4   | Sverige  | Hammarby IF     |
|    | A    | Fridolina Rolfö    | 24 november 1993 (27 år)  | 50      | 14  | Tyskland | VfL Wolfsburg   |

Reserver
| Nr | Pos. | Namn              | Födelsedatum (ålder)     | Matcher | Mål |          | Klubb             |
| -- | ---- | ----------------- | ------------------------ | ------- | --- | -------- | ----------------- |
|    | MV   | Zećira Mušović    | 26 maj 1996 (25 år)      | 5       | 0   | England  | Chelsea           |
|    | MF   | Julia Roddar      | 16 februari 1992 (29 år) | 9       | 0   | USA      | Washington Spirit |
|    | A    | Anna Anvegård     | 10 maj 1997 (24 år)      | 19      | 8   | Sverige  | FC Rosengård      |
|    | A    | Rebecka Blomqvist | 24 juli 1997 (23 år)     | 8       | 1   | Tyskland | VfL Wolfsburg     |

Gruppspel
|  | Kvalificerade till kvartsfinal som gruppetta eller grupptvåa |
|  | Möjlighet att avancera till kvartsfinal som grupptrea        |

| Nr | Lag         | S | V | O | F | GM | IM | MS | P |
| -- | ----------- | - | - | - | - | -- | -- | -- | - |
| 1  | Sverige     | 3 | 3 | 0 | 0 | 9  | 2  | +7 | 9 |
| 2  | USA         | 3 | 1 | 1 | 1 | 6  | 4  | +2 | 4 |
| 3  | Australien  | 3 | 1 | 1 | 1 | 4  | 5  | −1 | 4 |
| 4  | Nya Zeeland | 3 | 0 | 0 | 3 | 2  | 10 | −8 | 0 |

| 5           | 21 juli 2021 | Sverige                                     | 3 – 0           | USA | Tokyo Stadium                           |                                         |
| 17:30 UTC+9 | 17:30 UTC+9  | Stina Blackstenius 25′, 54′ Lina Hurtig 72′ | (1 – 0) Rapport |     | Tokyo Domare: Yoshimi Yamashita (Japan) | Tokyo Domare: Yoshimi Yamashita (Japan) |
| 17:30 UTC+9 | 17:30 UTC+9  |                                             |                 |     | Tokyo Domare: Yoshimi Yamashita (Japan) | Tokyo Domare: Yoshimi Yamashita (Japan) |
| 17:30 UTC+9 | 17:30 UTC+9  |                                             |                 |     | Tokyo Domare: Yoshimi Yamashita (Japan) | Tokyo Domare: Yoshimi Yamashita (Japan) |

| 11          | 24 juli 2021 | Sverige                                                         | 4 – 2           | Australien        | Saitama Stadium 2002                            |                                                 |
| 17:30 UTC+9 | 17:30 UTC+9  | Fridolina Rolfö 20′, 63′ Lina Hurtig 52′ Stina Blackstenius 82′ | (1 – 1) Rapport | 36′, 48′ Sam Kerr | Saitama Domare: Edina Alves Batista (Brasilien) | Saitama Domare: Edina Alves Batista (Brasilien) |
| 17:30 UTC+9 | 17:30 UTC+9  |                                                                 |                 |                   | Saitama Domare: Edina Alves Batista (Brasilien) | Saitama Domare: Edina Alves Batista (Brasilien) |
| 17:30 UTC+9 | 17:30 UTC+9  |                                                                 |                 |                   | Saitama Domare: Edina Alves Batista (Brasilien) | Saitama Domare: Edina Alves Batista (Brasilien) |

| 17          | 27 juli 2021 | Nya Zeeland | 0 – 2           | Sverige                              | Miyagi Stadium                           |                                          |
| 17:00 UTC+9 | 17:00 UTC+9  |             | (0 – 2) Rapport | 17′ Anna Anvegård 29′ Madelen Janogy | Rifu Domare: Laura Fortunato (Argentina) | Rifu Domare: Laura Fortunato (Argentina) |
| 17:00 UTC+9 | 17:00 UTC+9  |             |                 |                                      | Rifu Domare: Laura Fortunato (Argentina) | Rifu Domare: Laura Fortunato (Argentina) |
| 17:00 UTC+9 | 17:00 UTC+9  |             |                 |                                      | Rifu Domare: Laura Fortunato (Argentina) | Rifu Domare: Laura Fortunato (Argentina) |

Kvartsfinal
| 21          | 30 juli 2021 | Sverige                                                                  | 3 – 1           | Japan           | Saitama Stadium 2002                    |                                         |
| 21:00 UTC+9 | 21:00 UTC+9  | Magdalena Eriksson 7′ Stina Blackstenius 53′ Kosovare Asllani 68′ (str.) | (1 – 1) Rapport | 23′ Mina Tanaka | Saitama Domare: Lucila Venegas (Mexiko) | Saitama Domare: Lucila Venegas (Mexiko) |
| 21:00 UTC+9 | 21:00 UTC+9  |                                                                          |                 |                 | Saitama Domare: Lucila Venegas (Mexiko) | Saitama Domare: Lucila Venegas (Mexiko) |
| 21:00 UTC+9 | 21:00 UTC+9  |                                                                          |                 |                 | Saitama Domare: Lucila Venegas (Mexiko) | Saitama Domare: Lucila Venegas (Mexiko) |

Semifinal
| 23          | 2 augusti 2021 | Australien | 0 – 1           | Sverige             | International Stadium Yokohama             |                                            |
| 20:00 UTC+9 | 20:00 UTC+9    |            | (0 – 0) Rapport | 46′ Fridolina Rolfö | Yokohama Domare: Melissa Borjas (Honduras) | Yokohama Domare: Melissa Borjas (Honduras) |
| 20:00 UTC+9 | 20:00 UTC+9    |            |                 |                     | Yokohama Domare: Melissa Borjas (Honduras) | Yokohama Domare: Melissa Borjas (Honduras) |
| 20:00 UTC+9 | 20:00 UTC+9    |            |                 |                     | Yokohama Domare: Melissa Borjas (Honduras) | Yokohama Domare: Melissa Borjas (Honduras) |

Final
| 26          | 6 augusti 2021 | Sverige                                                                                     | 0000 1 – 1 (e.fl.)         | Kanada                                                                              | International Stadium Yokohama                     |                                                    |
| 21:00 UTC+9 | 21:00 UTC+9    | Stina Blackstenius 34′                                                                      | (1 – 0) Rapport            | 67′ (str.) Jessie Fleming                                                           | Yokohama Domare: Anastasia Pustovoitova (Ryssland) | Yokohama Domare: Anastasia Pustovoitova (Ryssland) |
| 21:00 UTC+9 | 21:00 UTC+9    |                                                                                             |                            |                                                                                     | Yokohama Domare: Anastasia Pustovoitova (Ryssland) | Yokohama Domare: Anastasia Pustovoitova (Ryssland) |
| 21:00 UTC+9 | 21:00 UTC+9    | Kosovare Asllani Nathalie Björn Olivia Schough Anna Anvegård Caroline Seger Jonna Andersson | Straffsparksläggning 2 – 3 | Jessie Fleming Ashley Lawrence Vanessa Gilles Adriana Leon Deanne Rose Julia Grosso | Yokohama Domare: Anastasia Pustovoitova (Ryssland) | Yokohama Domare: Anastasia Pustovoitova (Ryssland) |

1. 1 2  Matchen var ursprungligen planerad att spelas på Olympiastadion i Tokyo klockan 11:00 lokal tid.[21] Båda lagen begärde en senare avsparkstid på grund av oro för hög värme. Eftersom Olympiastadion var bokad för friidrottsevenemang senare på kvällen, flyttades matchen till International Stadium Yokohama, Yokohama och avsparkstiden sattes till 21:00 lokal tid.[22][23]

## Golf
Den 21 juni 2021 blev Alexander Norén och Henrik Norlander uttagna i den svenska truppen. Anna Nordqvist och Madelene Sagström blev uttagna i truppen den 30 juni 2021.
| Spelare           | Gren              | Omgång 1 | Omgång 2 | Omgång 3 | Omgång 4 | Totalt | Totalt   | Totalt    |
| Spelare           | Gren              | Poäng    | Poäng    | Poäng    | Poäng    | Poäng  | Från par | Placering |
| ----------------- | ----------------- | -------- | -------- | -------- | -------- | ------ | -------- | --------- |
| Anna Nordqvist    | Damernas tävling  | 72       | 69       | 68       | 70       | 279    | -5       | 23        |
| Madelene Sagström | Damernas tävling  | 66       | 68       | 71       | 72       | 277    | -7       | 20        |
| Alexander Norén   | Herrarnas tävling | 67       | 67       | 72       | 67       | 273    | −11      | 16        |
| Henrik Norlander  | Herrarnas tävling | 68       | 73       | 72       | 67       | 280    | -4       | 45        |

## Gymnastik

### Artistisk
David Rumbutis och Jonna Adlerteg blev uttagna i den svenska truppen den 26 april 2021.
Damer
| Gymnast        | Gren | Kval   | Kval      | Final            | Final            |
| Gymnast        | Gren | Poäng  | Placering | Poäng            | Placering        |
| -------------- | ---- | ------ | --------- | ---------------- | ---------------- |
| Jonna Adlerteg | Barr | 14,533 | 12        | Gick inte vidare | Gick inte vidare |

Herrar
| Gymnast        | Gren                 | Kval    | Kval    | Kval    | Kval    | Kval    | Kval    | Kval   | Kval      | Final            | Final            | Final            | Final            | Final            | Final            | Final            | Final            |
| Gymnast        | Gren                 | Redskap | Redskap | Redskap | Redskap | Redskap | Redskap | Totalt | Placering | Redskap          | Redskap          | Redskap          | Redskap          | Redskap          | Redskap          | Totalt           | Placering        |
| Gymnast        | Gren                 | F       | BH      | Ri      | H       | B       | Rä      | Totalt | Placering | F                | BH               | Ri               | H                | B                | Rä               | Totalt           | Placering        |
| -------------- | -------------------- | ------- | ------- | ------- | ------- | ------- | ------- | ------ | --------- | ---------------- | ---------------- | ---------------- | ---------------- | ---------------- | ---------------- | ---------------- | ---------------- |
| David Rumbutis | Individuell mångkamp | 12,166  | 12,033  | 11,200  | 12,716  | 11,733  | 12,533  | 72,765 | 61        | Gick inte vidare | Gick inte vidare | Gick inte vidare | Gick inte vidare | Gick inte vidare | Gick inte vidare | Gick inte vidare | Gick inte vidare |

## Handboll

### Damer
Sveriges damlandslag kvalificerade sig genom Olympiska kvalturneringen 19-21 mars 2021.
Spelartrupp
Sveriges trupp presenterades 18 juni 2021. Utöver truppen presenterades Emma Rask, Nina Dano och Rebecca Nilsson som reserver. När nya regeln om 15 ordinarie spelare presenterades, lades Nina Dano till i ordinarie truppen.
Isabelle Andersson skadade knät under förberedelserna i Japan, och 21 juli meddelades att hon byts ut mot Johanna Westberg, innan turneringen startat.
| \| \| Pos. \| Namn \| Ålder \| \| Klubb \| \| -- \| ---- \| ----------------------------- \| ------------------ \| \| ---------------------- \| \| 1 \| MV \| Johanna Bundsen (SWE) \| 30 år (1991-06-03) \| \| København Håndbold \| \| 6 \| M9 \| Carin Strömberg (SWE) \| 28 år (1993-07-10) \| \| Nantes Atlantique \| \| 7 \| M6 \| Linn Blohm (SWE) \| 29 år (1992-05-20) \| \| Győri Audi ETO KC \| \| 8 \| V9 \| Jamina Roberts (SWE) \| 31 år (1990-05-28) \| \| IK Sävehof \| \| 9 \| M9 \| Melissa Petrén (SWE) \| 26 år (1995-01-18) \| \| København Håndbold \| \| 10 \| H6 \| Mathilda Lundström (SWE) \| 24 år (1996-12-20) \| \| IK Sävehof \| \| 14 \| V9 \| Johanna Westberg (SWE) \| 31 år (1990-04-06) \| \| Nykøbing Falster HK \| \| 16 \| MV \| Jessica Ryde (SWE) \| 27 år (1994-05-18) \| \| Herning-Ikast Håndbold \| \| 17 \| H9 \| Nina Dano (SWE) \| 21 år (2000-06-12) \| \| HH Elite \| \| 19 \| M6 \| Anna Lagerquist (SWE) \| 27 år (1993-10-16) \| \| Rostov-Don \| \| 23 \| H6 \| Emma Lindqvist (SWE) \| 23 år (1997-09-17) \| \| Herning-Ikast Håndbold \| \| 24 \| H6 \| Nathalie Hagman (SWE) \| 30 år (1991-07-19) \| \| Nantes Atlantique \| \| 29 \| V9 \| Kristin Thorleifsdóttir (SWE) \| 23 år (1998-01-13) \| \| Randers HK \| \| 28 \| V6 \| Elin Hansson (SWE) \| 24 år (1996-08-07) \| \| Skuru IK \| \| 42 \| M9 \| Jenny Carlson (SWE) \| 26 år (1995-04-17) \| \| Holstebro Håndbold \| | Förbundskapten(-er): Tomas Axnér                                                                                  |                               |                    |           |                        |
| \| \| Pos. \| Namn \| Ålder \| \| Klubb \| \| -- \| ---- \| ----------------------------- \| ------------------ \| \| ---------------------- \| \| 1 \| MV \| Johanna Bundsen (SWE) \| 30 år (1991-06-03) \| \| København Håndbold \| \| 6 \| M9 \| Carin Strömberg (SWE) \| 28 år (1993-07-10) \| \| Nantes Atlantique \| \| 7 \| M6 \| Linn Blohm (SWE) \| 29 år (1992-05-20) \| \| Győri Audi ETO KC \| \| 8 \| V9 \| Jamina Roberts (SWE) \| 31 år (1990-05-28) \| \| IK Sävehof \| \| 9 \| M9 \| Melissa Petrén (SWE) \| 26 år (1995-01-18) \| \| København Håndbold \| \| 10 \| H6 \| Mathilda Lundström (SWE) \| 24 år (1996-12-20) \| \| IK Sävehof \| \| 14 \| V9 \| Johanna Westberg (SWE) \| 31 år (1990-04-06) \| \| Nykøbing Falster HK \| \| 16 \| MV \| Jessica Ryde (SWE) \| 27 år (1994-05-18) \| \| Herning-Ikast Håndbold \| \| 17 \| H9 \| Nina Dano (SWE) \| 21 år (2000-06-12) \| \| HH Elite \| \| 19 \| M6 \| Anna Lagerquist (SWE) \| 27 år (1993-10-16) \| \| Rostov-Don \| \| 23 \| H6 \| Emma Lindqvist (SWE) \| 23 år (1997-09-17) \| \| Herning-Ikast Håndbold \| \| 24 \| H6 \| Nathalie Hagman (SWE) \| 30 år (1991-07-19) \| \| Nantes Atlantique \| \| 29 \| V9 \| Kristin Thorleifsdóttir (SWE) \| 23 år (1998-01-13) \| \| Randers HK \| \| 28 \| V6 \| Elin Hansson (SWE) \| 24 år (1996-08-07) \| \| Skuru IK \| \| 42 \| M9 \| Jenny Carlson (SWE) \| 26 år (1995-04-17) \| \| Holstebro Håndbold \| | Positioner: MV - Målvakt V6 - Vänstersexa V9 - Vänsternia M6 - Mittsexa M9 - Mittnia H6 - Högersexa H9 - Högernia |                               |                    |           |                        |
| \| \| Pos. \| Namn \| Ålder \| \| Klubb \| \| -- \| ---- \| ----------------------------- \| ------------------ \| \| ---------------------- \| \| 1 \| MV \| Johanna Bundsen (SWE) \| 30 år (1991-06-03) \| \| København Håndbold \| \| 6 \| M9 \| Carin Strömberg (SWE) \| 28 år (1993-07-10) \| \| Nantes Atlantique \| \| 7 \| M6 \| Linn Blohm (SWE) \| 29 år (1992-05-20) \| \| Győri Audi ETO KC \| \| 8 \| V9 \| Jamina Roberts (SWE) \| 31 år (1990-05-28) \| \| IK Sävehof \| \| 9 \| M9 \| Melissa Petrén (SWE) \| 26 år (1995-01-18) \| \| København Håndbold \| \| 10 \| H6 \| Mathilda Lundström (SWE) \| 24 år (1996-12-20) \| \| IK Sävehof \| \| 14 \| V9 \| Johanna Westberg (SWE) \| 31 år (1990-04-06) \| \| Nykøbing Falster HK \| \| 16 \| MV \| Jessica Ryde (SWE) \| 27 år (1994-05-18) \| \| Herning-Ikast Håndbold \| \| 17 \| H9 \| Nina Dano (SWE) \| 21 år (2000-06-12) \| \| HH Elite \| \| 19 \| M6 \| Anna Lagerquist (SWE) \| 27 år (1993-10-16) \| \| Rostov-Don \| \| 23 \| H6 \| Emma Lindqvist (SWE) \| 23 år (1997-09-17) \| \| Herning-Ikast Håndbold \| \| 24 \| H6 \| Nathalie Hagman (SWE) \| 30 år (1991-07-19) \| \| Nantes Atlantique \| \| 29 \| V9 \| Kristin Thorleifsdóttir (SWE) \| 23 år (1998-01-13) \| \| Randers HK \| \| 28 \| V6 \| Elin Hansson (SWE) \| 24 år (1996-08-07) \| \| Skuru IK \| \| 42 \| M9 \| Jenny Carlson (SWE) \| 26 år (1995-04-17) \| \| Holstebro Håndbold \| | |                               |                    |           |                        |
| | Pos. | Namn                          | Ålder              |           | Klubb                  |
| 1 | MV | Johanna Bundsen (SWE)         | 30 år (1991-06-03) | Danmark   | København Håndbold     |
| 6 | M9 | Carin Strömberg (SWE)         | 28 år (1993-07-10) | Frankrike | Nantes Atlantique      |
| 7 | M6 | Linn Blohm (SWE)              | 29 år (1992-05-20) | Ungern    | Győri Audi ETO KC      |
| 8 | V9 | Jamina Roberts (SWE)          | 31 år (1990-05-28) | Sverige   | IK Sävehof             |
| 9 | M9 | Melissa Petrén (SWE)          | 26 år (1995-01-18) | Danmark   | København Håndbold     |
| 10 | H6 | Mathilda Lundström (SWE)      | 24 år (1996-12-20) | Sverige   | IK Sävehof             |
| 14 | V9 | Johanna Westberg (SWE)        | 31 år (1990-04-06) | Danmark   | Nykøbing Falster HK    |
| 16 | MV | Jessica Ryde (SWE)            | 27 år (1994-05-18) | Danmark   | Herning-Ikast Håndbold |
| 17 | H9 | Nina Dano (SWE)               | 21 år (2000-06-12) | Danmark   | HH Elite               |
| 19 | M6 | Anna Lagerquist (SWE)         | 27 år (1993-10-16) | Ryssland  | Rostov-Don             |
| 23 | H6 | Emma Lindqvist (SWE)          | 23 år (1997-09-17) | Danmark   | Herning-Ikast Håndbold |
| 24 | H6 | Nathalie Hagman (SWE)         | 30 år (1991-07-19) | Frankrike | Nantes Atlantique      |
| 29 | V9 | Kristin Thorleifsdóttir (SWE) | 23 år (1998-01-13) | Danmark   | Randers HK             |
| 28 | V6 | Elin Hansson (SWE)            | 24 år (1996-08-07) | Sverige   | Skuru IK               |
| 42 | M9 | Jenny Carlson (SWE)           | 26 år (1995-04-17) | Danmark   | Holstebro Håndbold     |

Gruppspel
| Lag       | S | V | O | F | GM  | IM  | MS  | P |
| --------- | - | - | - | - | --- | --- | --- | - |
| Sverige   | 5 | 3 | 1 | 1 | 152 | 133 | +19 | 7 |
| ROC       | 5 | 3 | 1 | 1 | 148 | 149 | −1  | 7 |
| Frankrike | 5 | 2 | 1 | 2 | 139 | 135 | +4  | 5 |
| Ungern    | 5 | 2 | 0 | 3 | 142 | 149 | −7  | 4 |
| Spanien   | 5 | 2 | 0 | 3 | 135 | 142 | −7  | 4 |
| Brasilien | 5 | 1 | 1 | 3 | 133 | 141 | −8  | 3 |

|       | 25 juli 2021 | Spanien | 24 – 31          | Sverige   | Yoyogi National Gymnasium, Tokyo |                        |
| 19:30 | 19:30        | Pena 7  | (9 – 13) Rapport | Hansson 6 | Domare: Koo, Lee (KOR)           | Domare: Koo, Lee (KOR) |
| 19:30 | 19:30        |         |                  |           | Domare: Koo, Lee (KOR)           | Domare: Koo, Lee (KOR) |
| 19:30 | 19:30        |         |                  |           | Domare: Koo, Lee (KOR)           | Domare: Koo, Lee (KOR) |

|       | 27 juli 2021 | Sverige     | 36 – 24          | ROC          | Yoyogi National Gymnasium, Tokyo |                                  |
| 14:15 | 14:15        | Strömberg 8 | (15 – 9) Rapport | Vedjochina 5 | Domare: El-Saied, El-Saied (EGY) | Domare: El-Saied, El-Saied (EGY) |
| 14:15 | 14:15        |             |                  |              | Domare: El-Saied, El-Saied (EGY) | Domare: El-Saied, El-Saied (EGY) |
| 14:15 | 14:15        |             |                  |              | Domare: El-Saied, El-Saied (EGY) | Domare: El-Saied, El-Saied (EGY) |

|       | 29 juli 2021 | Sverige     | 28 – 28           | Frankrike | Yoyogi National Gymnasium, Tokyo |                               |
| 21:30 | 21:30        | Strömberg 7 | (16 – 17) Rapport | Foppa 6   | Domare: Fonseca, Santos (POR)    | Domare: Fonseca, Santos (POR) |
| 21:30 | 21:30        |             |                   |           | Domare: Fonseca, Santos (POR)    | Domare: Fonseca, Santos (POR) |
| 21:30 | 21:30        |             |                   |           | Domare: Fonseca, Santos (POR)    | Domare: Fonseca, Santos (POR) |

|       | 31 juli 2021 | Brasilien       | 31 – 34           | Sverige            | Yoyogi National Gymnasium, Tokyo |                        |
| 16:15 | 16:15        | Do Nascimento 7 | (13 – 15) Rapport | Hansson, Roberts 6 | Domare: Koo, Lee (KOR)           | Domare: Koo, Lee (KOR) |
| 16:15 | 16:15        |                 |                   |                    | Domare: Koo, Lee (KOR)           | Domare: Koo, Lee (KOR) |
| 16:15 | 16:15        |                 |                   |                    | Domare: Koo, Lee (KOR)           | Domare: Koo, Lee (KOR) |

|       | 2 augusti 2021 | Ungern        | 26 – 23           | Sverige           | Yoyogi National Gymnasium, Tokyo |                                  |
| 16:15 | 16:15          | fem spelare 4 | (15 – 15) Rapport | Carlson, Hagman 5 | Domare: García, Paolantoni (ARG) | Domare: García, Paolantoni (ARG) |
| 16:15 | 16:15          |               |                   |                   | Domare: García, Paolantoni (ARG) | Domare: García, Paolantoni (ARG) |
| 16:15 | 16:15          |               |                   |                   | Domare: García, Paolantoni (ARG) | Domare: García, Paolantoni (ARG) |

Utslagsspel
|  | Kvartsfinal | Kvartsfinal   | Kvartsfinal |    |            | Semifinal | Semifinal | Semifinal |            |            | Final      | Final   | Final |
|  |             |               |             |    |            |           |           |           |            |            |            |         |       |
|  | A1          | Norge         | 26          |    |            |           |           |           |            |            |            |         |       |
|  |             |               | 26          |    |            |           |           |           |            |            |            |         |       |
|  | B4          | Ungern        | 22          |    |            |           |           |           |            |            |            |         |       |
|  | B4          | Ungern        | 22          |    | A1         | Norge     | 26        |           |            |            |            |         |       |
|  |             |               |             |    | A1         | Norge     | 26        |           |            |            |            |         |       |
|  |             | B2            | ROC         | 27 |            |           |           |           |            |            |            |         |       |
|  | A3          | B2            | ROC         | 27 | Montenegro | 26        |           |           |            |            |            |         |       |
|  | A3          |               |             |    | Montenegro | 26        |           |           |            |            |            |         |       |
|  | B2          | ROC           | 32          |    |            |           |           |           |            |            |            |         |       |
|  |             |               |             |    |            |           |           |           |            | B2         | ROC        | 25      |       |
|  |             |               |             |    |            |           |           |           |            | B3         | Frankrike  | 30      |       |
|  | B3          | Frankrike     | 32          |    |            |           |           |           |            |            |            |         |       |
|  | B3          | Frankrike     | 32          |    |            |           |           |           |            |            |            |         |       |
|  | A2          | Nederländerna | 22          |    |            |           |           |           |            |            |            |         |       |
|  | A2          | Nederländerna | 22          |    | B3         | Frankrike | 29        |           | Bronsmatch | Bronsmatch | Bronsmatch |         |       |
|  |             |               |             |    | B3         | Frankrike | 29        |           | Bronsmatch | Bronsmatch | Bronsmatch |         |       |
|  |             | B1            | Sverige     | 27 |            |           |           |           |            |            |            |         |       |
|  | B1          | B1            | Sverige     | 27 | Sverige    | 39        |           | A1        | Norge      | 36         |            |         |       |
|  | B1          |               |             |    | Sverige    | 39        |           | A1        | Norge      | 36         |            |         |       |
|  | A4          | Sydkorea      | 30          |    |            |           |           |           |            |            | B1         | Sverige | 19    |
|  |             |               |             |    |            |           |           |           |            |            |            |         |       |

Kvartsfinal
|       | 4 augusti 2021 | Sverige       | 39 – 30           | Sydkorea    | Yoyogi National Gymnasium, Tokyo  |                                   |
| 17:00 | 17:00          | tre spelare 6 | (21 – 13) Rapport | Kyung-min 8 | Domare: Alpaidze, Berezkina (RUS) | Domare: Alpaidze, Berezkina (RUS) |
| 17:00 | 17:00          |               |                   |             | Domare: Alpaidze, Berezkina (RUS) | Domare: Alpaidze, Berezkina (RUS) |
| 17:00 | 17:00          |               |                   |             | Domare: Alpaidze, Berezkina (RUS) | Domare: Alpaidze, Berezkina (RUS) |

Semifinal
|       | 6 augusti 2021 | Frankrike | 29 – 27           | Sverige             | Yoyogi National Gymnasium, Tokyo |                        |
| 17:00 | 17:00          | Zaadi 7   | (15 – 14) Rapport | Carlson, Westberg 6 | Domare: Lah, Sok (SLO)           | Domare: Lah, Sok (SLO) |
| 17:00 | 17:00          |           |                   |                     | Domare: Lah, Sok (SLO)           | Domare: Lah, Sok (SLO) |
| 17:00 | 17:00          |           |                   |                     | Domare: Lah, Sok (SLO)           | Domare: Lah, Sok (SLO) |

Bronsmatch
|       | 8 augusti 2021 | Norge                 | 36 – 19          | Sverige             | Yoyogi National Gymnasium, Tokyo  |                                   |
| 11:00 | 11:00          | Brattset Dale, Mørk 8 | (19 – 7) Rapport | Carlson, Westberg 4 | Domare: Alpaidze, Berezkina (RUS) | Domare: Alpaidze, Berezkina (RUS) |
| 11:00 | 11:00          |                       |                  |                     | Domare: Alpaidze, Berezkina (RUS) | Domare: Alpaidze, Berezkina (RUS) |
| 11:00 | 11:00          |                       |                  |                     | Domare: Alpaidze, Berezkina (RUS) | Domare: Alpaidze, Berezkina (RUS) |

### Herrar
Sveriges herrlandslag kvalificerade sig genom Olympiska kvalturneringen 12-14 mars 2021.
Spelartrupp
Sveriges trupp presenterades 18 juni 2021. Utöver truppen presenterades Jonathan Edvardsson, Tobias Thulin och Anton Lindskog som reserver. När nya regeln om 15 ordinarie spelare presenterades, lades Anton Lindskog till i ordinarie truppen.
| \| \| Pos. \| Namn \| Ålder \| \| Klubb \| \| -- \| ---- \| -------------------------- \| ------------------ \| \| ---------------------- \| \| 2 \| V9 \| Jonathan Carlsbogård (SWE) \| 26 år (1995-04-19) \| \| TBV Lemgo \| \| 5 \| M6 \| Max Darj (SWE) \| 29 år (1991-09-27) \| \| Bergischer HC \| \| 10 \| H6 \| Niclas Ekberg (SWE) \| 32 år (1988-12-23) \| \| THW Kiel \| \| 11 \| H6 \| Daniel Pettersson (SWE) \| 29 år (1992-05-06) \| \| SC Magdeburg \| \| 12 \| MV \| Andreas Palicka (SWE) \| 35 år (1986-07-10) \| \| Rhein-Neckar Löwen \| \| 15 \| V6 \| Hampus Wanne (SWE) \| 27 år (1993-12-10) \| \| SG Flensburg-Handewitt \| \| 16 \| MV \| Mikael Aggefors (SWE) \| 36 år (1985-01-20) \| \| Aalborg Håndbold \| \| 18 \| M6 \| Fredric Pettersson (SWE) \| 32 år (1989-02-11) \| \| Fenix Toulouse \| \| 19 \| M9 \| Felix Claar (SWE) \| 24 år (1997-01-05) \| \| Aalborg Håndbold \| \| 22 \| V6 \| Lucas Pellas (SWE) \| 25 år (1995-08-28) \| \| Montpellier HB \| \| 23 \| H9 \| Albin Lagergren (SWE) \| 28 år (1992-09-11) \| \| Rhein-Neckar Löwen \| \| 24 \| M9 \| Jim Gottfridsson (SWE) \| 28 år (1992-09-02) \| \| SG Flensburg-Handewitt \| \| 27 \| V9 \| Oskar Sunnefeldt (SWE) \| 23 år (1998-04-21) \| \| SC DHfK Leipzig \| \| 33 \| H9 \| Lukas Sandell (SWE) \| 24 år (1997-02-03) \| \| Aalborg Håndbold \| \| 66 \| M6 \| Anton Lindskog (SWE) \| 27 år (1993-12-07) \| \| SG Flensburg-Handewitt \| | Förbundskapten: Glenn Solberg                                                                                     |                            |                    |           |                        |       |
| \| \| Pos. \| Namn \| Ålder \| \| Klubb \| \| -- \| ---- \| -------------------------- \| ------------------ \| \| ---------------------- \| \| 2 \| V9 \| Jonathan Carlsbogård (SWE) \| 26 år (1995-04-19) \| \| TBV Lemgo \| \| 5 \| M6 \| Max Darj (SWE) \| 29 år (1991-09-27) \| \| Bergischer HC \| \| 10 \| H6 \| Niclas Ekberg (SWE) \| 32 år (1988-12-23) \| \| THW Kiel \| \| 11 \| H6 \| Daniel Pettersson (SWE) \| 29 år (1992-05-06) \| \| SC Magdeburg \| \| 12 \| MV \| Andreas Palicka (SWE) \| 35 år (1986-07-10) \| \| Rhein-Neckar Löwen \| \| 15 \| V6 \| Hampus Wanne (SWE) \| 27 år (1993-12-10) \| \| SG Flensburg-Handewitt \| \| 16 \| MV \| Mikael Aggefors (SWE) \| 36 år (1985-01-20) \| \| Aalborg Håndbold \| \| 18 \| M6 \| Fredric Pettersson (SWE) \| 32 år (1989-02-11) \| \| Fenix Toulouse \| \| 19 \| M9 \| Felix Claar (SWE) \| 24 år (1997-01-05) \| \| Aalborg Håndbold \| \| 22 \| V6 \| Lucas Pellas (SWE) \| 25 år (1995-08-28) \| \| Montpellier HB \| \| 23 \| H9 \| Albin Lagergren (SWE) \| 28 år (1992-09-11) \| \| Rhein-Neckar Löwen \| \| 24 \| M9 \| Jim Gottfridsson (SWE) \| 28 år (1992-09-02) \| \| SG Flensburg-Handewitt \| \| 27 \| V9 \| Oskar Sunnefeldt (SWE) \| 23 år (1998-04-21) \| \| SC DHfK Leipzig \| \| 33 \| H9 \| Lukas Sandell (SWE) \| 24 år (1997-02-03) \| \| Aalborg Håndbold \| \| 66 \| M6 \| Anton Lindskog (SWE) \| 27 år (1993-12-07) \| \| SG Flensburg-Handewitt \| | Positioner: MV - Målvakt V6 - Vänstersexa V9 - Vänsternia M6 - Mittsexa M9 - Mittnia H6 - Högersexa H9 - Högernia |                            |                    |           |                        |       |
| \| \| Pos. \| Namn \| Ålder \| \| Klubb \| \| -- \| ---- \| -------------------------- \| ------------------ \| \| ---------------------- \| \| 2 \| V9 \| Jonathan Carlsbogård (SWE) \| 26 år (1995-04-19) \| \| TBV Lemgo \| \| 5 \| M6 \| Max Darj (SWE) \| 29 år (1991-09-27) \| \| Bergischer HC \| \| 10 \| H6 \| Niclas Ekberg (SWE) \| 32 år (1988-12-23) \| \| THW Kiel \| \| 11 \| H6 \| Daniel Pettersson (SWE) \| 29 år (1992-05-06) \| \| SC Magdeburg \| \| 12 \| MV \| Andreas Palicka (SWE) \| 35 år (1986-07-10) \| \| Rhein-Neckar Löwen \| \| 15 \| V6 \| Hampus Wanne (SWE) \| 27 år (1993-12-10) \| \| SG Flensburg-Handewitt \| \| 16 \| MV \| Mikael Aggefors (SWE) \| 36 år (1985-01-20) \| \| Aalborg Håndbold \| \| 18 \| M6 \| Fredric Pettersson (SWE) \| 32 år (1989-02-11) \| \| Fenix Toulouse \| \| 19 \| M9 \| Felix Claar (SWE) \| 24 år (1997-01-05) \| \| Aalborg Håndbold \| \| 22 \| V6 \| Lucas Pellas (SWE) \| 25 år (1995-08-28) \| \| Montpellier HB \| \| 23 \| H9 \| Albin Lagergren (SWE) \| 28 år (1992-09-11) \| \| Rhein-Neckar Löwen \| \| 24 \| M9 \| Jim Gottfridsson (SWE) \| 28 år (1992-09-02) \| \| SG Flensburg-Handewitt \| \| 27 \| V9 \| Oskar Sunnefeldt (SWE) \| 23 år (1998-04-21) \| \| SC DHfK Leipzig \| \| 33 \| H9 \| Lukas Sandell (SWE) \| 24 år (1997-02-03) \| \| Aalborg Håndbold \| \| 66 \| M6 \| Anton Lindskog (SWE) \| 27 år (1993-12-07) \| \| SG Flensburg-Handewitt \| | | Pos.                       | Namn               | Ålder     |                        | Klubb |
| 2 | V9 | Jonathan Carlsbogård (SWE) | 26 år (1995-04-19) | Tyskland  | TBV Lemgo              |       |
| 5 | M6 | Max Darj (SWE)             | 29 år (1991-09-27) | Tyskland  | Bergischer HC          |       |
| 10 | H6 | Niclas Ekberg (SWE)        | 32 år (1988-12-23) | Tyskland  | THW Kiel               |       |
| 11 | H6 | Daniel Pettersson (SWE)    | 29 år (1992-05-06) | Tyskland  | SC Magdeburg           |       |
| 12 | MV | Andreas Palicka (SWE)      | 35 år (1986-07-10) | Tyskland  | Rhein-Neckar Löwen     |       |
| 15 | V6 | Hampus Wanne (SWE)         | 27 år (1993-12-10) | Tyskland  | SG Flensburg-Handewitt |       |
| 16 | MV | Mikael Aggefors (SWE)      | 36 år (1985-01-20) | Danmark   | Aalborg Håndbold       |       |
| 18 | M6 | Fredric Pettersson (SWE)   | 32 år (1989-02-11) | Frankrike | Fenix Toulouse         |       |
| 19 | M9 | Felix Claar (SWE)          | 24 år (1997-01-05) | Danmark   | Aalborg Håndbold       |       |
| 22 | V6 | Lucas Pellas (SWE)         | 25 år (1995-08-28) | Frankrike | Montpellier HB         |       |
| 23 | H9 | Albin Lagergren (SWE)      | 28 år (1992-09-11) | Tyskland  | Rhein-Neckar Löwen     |       |
| 24 | M9 | Jim Gottfridsson (SWE)     | 28 år (1992-09-02) | Tyskland  | SG Flensburg-Handewitt |       |
| 27 | V9 | Oskar Sunnefeldt (SWE)     | 23 år (1998-04-21) | Tyskland  | SC DHfK Leipzig        |       |
| 33 | H9 | Lukas Sandell (SWE)        | 24 år (1997-02-03) | Danmark   | Aalborg Håndbold       |       |
| 66 | M6 | Anton Lindskog (SWE)       | 27 år (1993-12-07) | Tyskland  | SG Flensburg-Handewitt |       |

Gruppspel
| Lag      | S | V | O | F | GM  | IM  | MS  | P |
| -------- | - | - | - | - | --- | --- | --- | - |
| Danmark  | 5 | 4 | 0 | 1 | 174 | 139 | +35 | 8 |
| Egypten  | 5 | 4 | 0 | 1 | 154 | 134 | +20 | 8 |
| Sverige  | 5 | 4 | 0 | 1 | 144 | 142 | +2  | 8 |
| Bahrain  | 5 | 1 | 0 | 4 | 129 | 149 | −20 | 2 |
| Portugal | 5 | 1 | 0 | 4 | 143 | 156 | −13 | 2 |
| Japan    | 5 | 1 | 0 | 4 | 146 | 170 | −24 | 2 |

|       | 24 juli 2021 | Sverige  | 32 – 31           | Bahrain | Yoyogi National Gymnasium, Tokyo |                              |
| 14:15 | 14:15        | Wanne 13 | (16 – 18) Rapport | Habib 6 | Domare: Brunner, Salah (SUI)     | Domare: Brunner, Salah (SUI) |
| 14:15 | 14:15        |          |                   |         | Domare: Brunner, Salah (SUI)     | Domare: Brunner, Salah (SUI) |
| 14:15 | 14:15        |          |                   |         | Domare: Brunner, Salah (SUI)     | Domare: Brunner, Salah (SUI) |

|       | 26 juli 2021 | Japan    | 26 – 28           | Sverige | Yoyogi National Gymnasium, Tokyo |                        |
| 21:30 | 21:30        | Motoki 6 | (14 – 17) Rapport | Wanne 8 | Domare: Lah, Sok (SLO)           | Domare: Lah, Sok (SLO) |
| 21:30 | 21:30        |          |                   |         | Domare: Lah, Sok (SLO)           | Domare: Lah, Sok (SLO) |
| 21:30 | 21:30        |          |                   |         | Domare: Lah, Sok (SLO)           | Domare: Lah, Sok (SLO) |

|       | 28 juli 2021 | Sverige  | 29 – 28           | Portugal      | Yoyogi National Gymnasium, Tokyo |                              |
| 11:00 | 11:00        | Ekberg 9 | (14 – 14) Rapport | tre spelare 4 | Domare: Raluy, Sabroso (ESP)     | Domare: Raluy, Sabroso (ESP) |
| 11:00 | 11:00        |          |                   |               | Domare: Raluy, Sabroso (ESP)     | Domare: Raluy, Sabroso (ESP) |
| 11:00 | 11:00        |          |                   |               | Domare: Raluy, Sabroso (ESP)     | Domare: Raluy, Sabroso (ESP) |

|       | 30 juli 2021 | Sverige  | 22 – 27          | Egypten | Yoyogi National Gymnasium, Tokyo       |                                        |
| 16:15 | 16:15        | Pellas 7 | (9 – 13) Rapport | Sanad 6 | Domare: Bonaventura, Bonaventura (FRA) | Domare: Bonaventura, Bonaventura (FRA) |
| 16:15 | 16:15        |          |                  |         | Domare: Bonaventura, Bonaventura (FRA) | Domare: Bonaventura, Bonaventura (FRA) |
| 16:15 | 16:15        |          |                  |         | Domare: Bonaventura, Bonaventura (FRA) | Domare: Bonaventura, Bonaventura (FRA) |

|       | 1 augusti 2021 | Danmark             | 30 – 33           | Sverige                | Yoyogi National Gymnasium, Tokyo |                                |
| 21:30 | 21:30          | Gidsel, J. Hansen 5 | (13 – 17) Rapport | Carlsbogård, Sandell 6 | Domare: Schulze, Tönnies (GER)   | Domare: Schulze, Tönnies (GER) |
| 21:30 | 21:30          |                     |                   |                        | Domare: Schulze, Tönnies (GER)   | Domare: Schulze, Tönnies (GER) |
| 21:30 | 21:30          |                     |                   |                        | Domare: Schulze, Tönnies (GER)   | Domare: Schulze, Tönnies (GER) |

Utslagsspel
|  | Kvartsfinal | Kvartsfinal | Kvartsfinal |    |          | Semifinal | Semifinal | Semifinal |            |            | Final      | Final   | Final |
|  |             |             |             |    |          |           |           |           |            |            |            |         |       |
|  | A1          | Frankrike   | 42          |    |          |           |           |           |            |            |            |         |       |
|  |             |             | 42          |    |          |           |           |           |            |            |            |         |       |
|  | B4          | Bahrain     | 28          |    |          |           |           |           |            |            |            |         |       |
|  | B4          | Bahrain     | 28          |    | A1       | Frankrike | 27        |           |            |            |            |         |       |
|  |             |             |             |    | A1       | Frankrike | 27        |           |            |            |            |         |       |
|  |             | B2          | Egypten     | 23 |          |           |           |           |            |            |            |         |       |
|  | A3          | B2          | Egypten     | 23 | Tyskland | 26        |           |           |            |            |            |         |       |
|  | A3          |             |             |    | Tyskland | 26        |           |           |            |            |            |         |       |
|  | B2          | Egypten     | 31          |    |          |           |           |           |            |            |            |         |       |
|  |             |             |             |    |          |           |           |           |            | A1         | Frankrike  | 25      |       |
|  |             |             |             |    |          |           |           |           |            | B1         | Danmark    | 23      |       |
|  | B3          | Sverige     | 33          |    |          |           |           |           |            |            |            |         |       |
|  | B3          | Sverige     | 33          |    |          |           |           |           |            |            |            |         |       |
|  | A2          | Spanien     | 34          |    |          |           |           |           |            |            |            |         |       |
|  | A2          | Spanien     | 34          |    | A2       | Spanien   | 23        |           | Bronsmatch | Bronsmatch | Bronsmatch |         |       |
|  |             |             |             |    | A2       | Spanien   | 23        |           | Bronsmatch | Bronsmatch | Bronsmatch |         |       |
|  |             | B1          | Danmark     | 27 |          |           |           |           |            |            |            |         |       |
|  | B1          | B1          | Danmark     | 27 | Danmark  | 31        |           | B2        | Egypten    | 31         |            |         |       |
|  | B1          |             |             |    | Danmark  | 31        |           | B2        | Egypten    | 31         |            |         |       |
|  | A4          | Norge       | 25          |    |          |           |           |           |            |            | A2         | Spanien | 33    |
|  |             |             |             |    |          |           |           |           |            |            |            |         |       |

Kvartsfinal
|       | 3 augusti 2021 | Sverige  | 33 – 34           | Spanien | Yoyogi National Gymnasium, Tokyo |                                |
| 13:15 | 13:15          | Wanne 10 | (20 – 18) Rapport | Gómez 8 | Domare: Schulze, Tönnies (GER)   | Domare: Schulze, Tönnies (GER) |
| 13:15 | 13:15          |          |                   |         | Domare: Schulze, Tönnies (GER)   | Domare: Schulze, Tönnies (GER) |
| 13:15 | 13:15          |          |                   |         | Domare: Schulze, Tönnies (GER)   | Domare: Schulze, Tönnies (GER) |

## Judo
Den 20 november 2019 blev Tommy Macias och Anna Bernholm uttagna i den svenska truppen. Den 14 april 2021 blev Marcus Nyman uttagen i truppen. Den 21 juni 2021 blev Robin Pacek uttagen i truppen.
| Idrottare     | Gren                      | Omgång 1               | Omgång 2                  | Omgång 3                         | Kvartsfinal          | Semifinal            | Återkval             | Final / BM           | Final / BM       |
| Idrottare     | Gren                      | Motståndare Resultat   | Motståndare Resultat      | Motståndare Resultat             | Motståndare Resultat | Motståndare Resultat | Motståndare Resultat | Motståndare Resultat | Placering        |
| ------------- | ------------------------- | ---------------------- | ------------------------- | -------------------------------- | -------------------- | -------------------- | -------------------- | -------------------- | ---------------- |
| Anna Bernholm | Damernas mellanvikt       | i.u.                   | Landolsi (TUN) W 10–0s1   | Bellandi (ITA) L 0s1–1s2         | Gick inte vidare     | Gick inte vidare     | Gick inte vidare     | Gick inte vidare     | Gick inte vidare |
| Tommy Macias  | Herrarnas lättvikt        | bye                    | Scvortov (UAE) W 10-1     | Gjakova (KOS) L 0-1              | Gick inte vidare     | Gick inte vidare     | Gick inte vidare     | Gick inte vidare     | Gick inte vidare |
| Robin Pacek   | Herrarnas halv mellanvikt | Thaoubani (COM) W 10-0 | Aprahamian (URU) W 10s1-0 | Casse (BEL) L 1s2-11s1           | Gick inte vidare     | Gick inte vidare     | Gick inte vidare     | Gick inte vidare     | Gick inte vidare |
| Marcus Nyman  | Herrarnas mellanvikt      | bye                    | Finesse (SEY) W 10–0      | Sherazadishvili (ESP) L 0s2–10s2 | Gick inte vidare     | Gick inte vidare     | Gick inte vidare     | Gick inte vidare     | Gick inte vidare |

## Kanotsport

### Slalom
Erik Holmer blev uttagen i den svenska truppen den 21 juni 2021.
| Kanotist    | Gren          | Kvalomgång | Kvalomgång | Kvalomgång | Kvalomgång | Kvalomgång | Kvalomgång | Semifinal | Semifinal | Final  | Final     |
| Kanotist    | Gren          | Åk 1       | Placering  | Åk 2       | Placering  | Bästa      | Placering  | Tid       | Placering | Tid    | Placering |
| ----------- | ------------- | ---------- | ---------- | ---------- | ---------- | ---------- | ---------- | --------- | --------- | ------ | --------- |
| Erik Holmer | Herrarnas K-1 | 100,36     | 18         | 94,91      | 12         | 94,91      | 16 Q       | 98,45     | 10 Q      | 148.59 | 9         |

### Sprint
Linnea Stensils blev uttagen i den svenska truppen den 20 november 2019. Den 19 maj 2021 blev Petter Menning uttagen i truppen.
| Kanotist        | Gren                | Heat     | Heat      | Kvartsfinal | Kvartsfinal | Semifinal | Semifinal | Final    | Final     |
| Kanotist        | Gren                | Tid      | Placering | Tid         | Placering   | Tid       | Placering | Tid      | Placering |
| --------------- | ------------------- | -------- | --------- | ----------- | ----------- | --------- | --------- | -------- | --------- |
| Linnea Stensils | Damernas K-1 200 m  | 41,109   | 3 Q       | 41,313      | 1 Q         | 38,858    | 4 FA      | 39,287   | 5         |
| Linnea Stensils | Damernas K-1 500 m  | 1.48,144 | 1 Q       | bye         | bye         | 1.51,902  | 1 FA      | 1.53,600 | 5         |
| Petter Menning  | Herrarnas K-1 200 m | 34,698   | 1 Q       | bye         | bye         | 35,149    | 3 FA      | 35,562   | 6         |

Teckenförklaring: FA = Kvalificerad för final (medalj); FB = Kvalificerad för B-final (ingen medalj)

## Rodd
Den 26 april 2021 blev Lovisa Claesson uttagen i den svenska truppen.
| Roddare         | Gren                   | Heat    | Heat      | Återkval | Återkval  | Kvartsfinal | Kvartsfinal | Semifinal | Semifinal | Final   | Final     |
| Roddare         | Gren                   | Tid     | Placering | Tid      | Placering | Tid         | Placering   | Tid       | Placering | Tid     | Placering |
| --------------- | ---------------------- | ------- | --------- | -------- | --------- | ----------- | ----------- | --------- | --------- | ------- | --------- |
| Lovisa Claesson | Damernas singelsculler | 7.58,41 | 3 Q       | bye      | bye       | 8.16,99     | 4 SC/D      | 7.35,91   | 1 FC      | 7.41,07 | 14        |

Teckenförklaring: FA= A-final (medalj); FB=B-final (ingen medalj); FC= C-final (ingen medalj); FD= D-final (ingen medalj); FE=E-final (ingen medalj); FF=F-final (ingen medalj); SA/B=Semifinal A/B; SC/D=Semifinal C/D; SE/F=Semifinal E/F; QF=Kvartsfinal; R=Återkval

## Ridsport
Sverige kvalificerade lag i hoppning respektive dressyr samt tre platser i de individuella tävlingarna efter att ha slutat på andra respektive fjärde plats i VM 2018. Ett lag och tre individuella platser säkrades i fälttävlan efter att det svenska laget tagit ett brons vid EM 2019.
Den 20 juni 2021 blev Malin Baryard-Johnsson, Peder Fredricson, Henrik von Eckermann och Rolf-Göran Bengtsson uttagna i det svenska OS-laget i hoppning. Den 28 juni 2021 blev Patrik Kittel, Therese Nilshagen, Juliette Ramel och Antonia Ramel uttagna i det svenska OS-laget i dressyr. Samma dag blev Louise Romeike, Ludwig Svennerstål, Therese Viklund och Sara Algotsson Ostholt uttagna i det svenska OS-laget i fälttävlan.
Den 22 juli 2021 tvingades Patrik Kittel att hoppa av från tävlingarna efter att hans häst skadat sig under träning. Antonia Ramel som var reserv ersatte honom.

### Dressyr
Lag om tre ekipage, samt tre individuella platser. Förbundskapten: Bo Jenå.
Reserven Antonia Ramel med hästen Brother de Jeu ersatte Patrik Kittel och Well Done de la Roche.
| Ryttare                                        | Häst           | Gren         | Grand Prix | Grand Prix | Grand Prix Special | Grand Prix Special | Grand Prix Freestyle | Grand Prix Freestyle | Totalt           | Totalt           |
| Ryttare                                        | Häst           | Gren         | Poäng      | Placering  | Poäng              | Placering          | Teknisk              | Konstnärlig          | Poäng            | Placering        |
| ---------------------------------------------- | -------------- | ------------ | ---------- | ---------- | ------------------ | ------------------ | -------------------- | -------------------- | ---------------- | ---------------- |
| Therese Nilshagen                              | Dante Weltino  | Individuellt | 75,140     | 12 Q       | i.u.               | i.u.               | 79,721               | 14                   | 79,721           | 14               |
| Antonia Ramel                                  | Brother de Jeu | Individuellt | 68,540     | 35         | i.u.               | i.u.               | Gick inte vidare     | Gick inte vidare     | Gick inte vidare | Gick inte vidare |
| Juliette Ramel                                 | Buriel         | Individuellt | 73,369     | 15 Q       | i.u.               | i.u.               | 81,182               | 9                    | 81,182           | 9                |
| Therese Nilshagen Antonia Ramel Juliette Ramel | Se ovan        | Lagtävling   | 6969,0     | 6 Q        | 7210,0             | 6                  | i.u.                 | i.u.                 | 7210,0           | 6                |

Teckenförklaring: Q = Kvalificerad för finalen; q = Kvalificerad för finalen som lucky loser

### Fälttävlan
Lag om tre ekipage, samt tre individuella platser. Förbundskapten: Fredrik Bergendorff.
Sara Algotsson Ostholt med hästen Chicuelo är reserv på plats i Tokyo.
| Ryttare                                           | Häst        | Gren         | Dressyr | Dressyr   | Terrängbana    | Terrängbana    | Terrängbana    | Hoppning       | Hoppning       | Hoppning       | Hoppning         | Hoppning         | Hoppning         | Totalt           | Totalt           |
| Ryttare                                           | Häst        | Gren         | Dressyr | Dressyr   | Terrängbana    | Terrängbana    | Terrängbana    | Kval           | Kval           | Kval           | Final            | Final            | Final            | Totalt           | Totalt           |
| Ryttare                                           | Häst        | Gren         | Straff  | Placering | Straff         | Totalt         | Placering      | Straff         | Totalt         | Placering      | Straff           | Totalt           | Placering        | Straff           | Placering        |
| ------------------------------------------------- | ----------- | ------------ | ------- | --------- | -------------- | -------------- | -------------- | -------------- | -------------- | -------------- | ---------------- | ---------------- | ---------------- | ---------------- | ---------------- |
| Louise Romeike                                    | Cato 60     | Individuellt | 28,00   | =9        | 200,00         | 228,00         | E              | 12,00          | TO             | TO             | Gick inte vidare | Gick inte vidare | Gick inte vidare | Gick inte vidare | Gick inte vidare |
| Ludwig Svennerstål                                | Balham Mist | Individuellt | 35,00   | 40        | Bröt tävlingen | Bröt tävlingen | Bröt tävlingen | Bröt tävlingen | Bröt tävlingen | Bröt tävlingen | Bröt tävlingen   | Bröt tävlingen   | Bröt tävlingen   | Bröt tävlingen   | Bröt tävlingen   |
| Sara Algotsson Ostholt                            | Chicuelo    | Individuellt | -       | -         | 200,00         | 200,00         | W              | 12,80          | TO             | TO             | Gick inte vidare | Gick inte vidare | Gick inte vidare | Gick inte vidare | Gick inte vidare |
| Therese Viklund                                   | Viscera     | Individuellt | 28,10   | 11        | 200,00         | 228,10         | E              | 8,40           | TO             | TO             | Gick inte vidare | Gick inte vidare | Gick inte vidare | Gick inte vidare | Gick inte vidare |
| Louise Romeike Ludwig Svennerstål Therese Viklund | Se ovan     | Lagtävling   | 91,10   | 5         | 620,00         | 711,10         | 14             | 33,20          | 744,30         | 14             | i.u.             | i.u.             | i.u.             | 744,10           | 14               |

### Hoppning
Lag om tre ekipage, samt tre individuella platser. Förbundskapten: Henrik Ankarcrona.
| Ryttare                                                      | Häst                       | Gren         | Kval   | Kval      | Final  | Final     | Omhoppning | Omhoppning | Omhoppning | Totalt | Totalt | Totalt    |
| Ryttare                                                      | Häst                       | Gren         | Straff | Placering | Straff | Placering | Straff     | Tid        | Placering  | Straff | Tid    | Placering |
| ------------------------------------------------------------ | -------------------------- | ------------ | ------ | --------- | ------ | --------- | ---------- | ---------- | ---------- | ------ | ------ | --------- |
| Malin Baryard-Johnsson                                       | Indiana                    | Individuellt | 0      | =1 Q      | 0      | =1        | 0          | 40.76      | 5          | 0      | 40.76  | 5         |
| Henrik von Eckermann                                         | King Edward                | Individuellt | 0      | =1 Q      | 0      | =1        | 0          | 39,71      | 4          | 0      | 39,71  | 4         |
| Peder Fredricson                                             | All In                     | Individuellt | 0      | =1 Q      | 0      | =1        | 0          | 38,02      | 2          | 0      | 38,02  | 2         |
| Malin Baryard-Johnsson Henrik von Eckermann Peder Fredricson | Indiana King Edward All In | Lagtävling   | 0      | 1 Q       | 8      | =1        | 0          | 122,90     | 1          | 0      | 122,90 | 1         |

## Segling
Sverige tog tre kvotplatser vid VM 2018, samt en kvotplats i Laser vid dess klass-VM 2019. Den 20 november 2019 blev Max Salminen i finnjolle samt Fredrik Bergström och Anton Dahlberg i tvåmansjolle-klassen 470 uttagna i den svenska truppen. Den 31 januari 2020 blev Jesper Stålheim i laser och Josefin Olsson i laser radial uttagna i truppen.
Den 14 april 2021 blev Emil Järudd och Cecilia Jonsson i tvåmannaklassen nacra 17 uttagna i truppen. Den 19 maj 2021 blev Olivia Bergström och Lovisa Karlsson i tvåmansjolle-klassen 470 uttagna i truppen.
Damer
| Seglare                          | Gren         | Race | Race | Race | Race | Race | Race | Race | Race | Race | Race | Race | Poäng | Placering |
| Seglare                          | Gren         | 1    | 2    | 3    | 4    | 5    | 6    | 7    | 8    | 9    | 10   | M*   | Poäng | Placering |
| -------------------------------- | ------------ | ---- | ---- | ---- | ---- | ---- | ---- | ---- | ---- | ---- | ---- | ---- | ----- | --------- |
| Josefin Olsson                   | Laser Radial | 34†  | 15   | 8    | 4    | 1    | 6    | 4    | 9    | 22   | 10   | 2    | 81    | 2         |
| Olivia Bergström Lovisa Karlsson | 470          | 19   | 10   | 10   | 16   | 7    | 9    | 18   | 14   | 11   | 18   | EL   | 111   | 14        |

Herrar
| Seglare                          | Gren      | Race | Race | Race | Race | Race | Race | Race | Race | Race | Race | Race | Poäng | Placering |
| Seglare                          | Gren      | 1    | 2    | 3    | 4    | 5    | 6    | 7    | 8    | 9    | 10   | M*   | Poäng | Placering |
| -------------------------------- | --------- | ---- | ---- | ---- | ---- | ---- | ---- | ---- | ---- | ---- | ---- | ---- | ----- | --------- |
| Jesper Stålheim                  | Laser     | 22   | 11   | 1    | 20   | 4    | 17   | 11   | 9    | 29†  | 13   | EL   | 108   | 14        |
| Max Salminen                     | Finnjolle | 8    | 12†  | 7    | 8    | 12   | 8    | 4    | 2    | 11   | 12   | 18   | 90    | 9         |
| Fredrik Bergström Anton Dahlberg | 470       | 1    | 15†  | 8    | 5    | 6    | 11   | 1    | 5    | 3    | 1    | 4    | 45    | 2         |

Mixed
| Seglare                     | Gren     | Race | Race | Race | Race | Race | Race | Race | Race | Race | Race | Race | Race | Race | Poäng | Placering |
| Seglare                     | Gren     | 1    | 2    | 3    | 4    | 5    | 6    | 7    | 8    | 9    | 10   | 11   | 12   | M*   | Poäng | Placering |
| --------------------------- | -------- | ---- | ---- | ---- | ---- | ---- | ---- | ---- | ---- | ---- | ---- | ---- | ---- | ---- | ----- | --------- |
| Emil Järudd Cecilia Jonsson | Nacra 17 | 18   | 13   | 11   | 16   | 12   | 14   | 19†  | 16   | 3    | 10   | 16   | 16   | EL   | 144   | 14        |

M = Medaljrace; EL = Utslagen – gick inte vidare till medaljracet

## Simhopp
Emma Gullstrand blev uttagen i den svenska truppen den 30 juni 2021.
| Idrottare       | Gren               | Kval   | Kval      | Semifinal | Semifinal | Final            | Final            |
| Idrottare       | Gren               | Poäng  | Placering | Poäng     | Placering | Poäng            | Placering        |
| --------------- | ------------------ | ------ | --------- | --------- | --------- | ---------------- | ---------------- |
| Emma Gullstrand | Damernas svikthopp | 289,65 | 12 Q      | 288,85    | 13        | Gick inte vidare | Gick inte vidare |

## Simning
Den 20 november 2019 blev Sarah Sjöström uttagen i den svenska truppen. Den 31 januari 2020 blev Erik Persson och Louise Hansson uttagna i truppen. Den 26 maj 2021 blev Sophie Hansson, Michelle Coleman, Robin Hanson och Emelie Fast uttagna i truppen. Den 30 juni 2021 blev Björn Seeliger och Sara Junevik uttagna i truppen. Victor Johansson blev uttagen den 8 juli 2021.
Damer
| Idrottare                                                     | Gren             | Heat    | Heat      | Semifinal        | Semifinal        | Final            | Final            |
| Idrottare                                                     | Gren             | Tid     | Placering | Tid              | Placering        | Tid              | Placering        |
| ------------------------------------------------------------- | ---------------- | ------- | --------- | ---------------- | ---------------- | ---------------- | ---------------- |
| Michelle Coleman                                              | 50 m frisim      | 24,84   | 20        | Gick inte vidare | Gick inte vidare | Gick inte vidare | Gick inte vidare |
| Michelle Coleman                                              | 100 m frisim     | 53,53   | 12 Q      | 53,73            | 14               | Gick inte vidare | Gick inte vidare |
| Michelle Coleman                                              | 100 m ryggsim    | 1.00,54 | 21        | Gick inte vidare | Gick inte vidare | Gick inte vidare | Gick inte vidare |
| Emelie Fast                                                   | 100 m bröstsim   | 1.07,98 | 27        | Gick inte vidare | Gick inte vidare | Gick inte vidare | Gick inte vidare |
| Louise Hansson                                                | 100 m ryggsim    | DNS     | DNS       | Gick inte vidare | Gick inte vidare | Gick inte vidare | Gick inte vidare |
| Louise Hansson                                                | 100 m fjärilsim  | 56,97   | 6 Q       | 56,92            | 7 Q              | 56,22            | 5                |
| Sophie Hansson                                                | 100 m bröstsim   | 1.05,66 | 4 Q       | 1.05,81          | 4 Q              | 1.06,07          | 6                |
| Sophie Hansson                                                | 200 m bröstsim   | 2.23,82 | 12 Q      | 2.24,28          | 10               | Gick inte vidare | Gick inte vidare |
| Sarah Sjöström                                                | 50 m frisim      | 24,26   | 4 Q       | 24,13            | 3 Q              | 24,07            | 2                |
| Sarah Sjöström                                                | 100 m frisim     | 52,91   | 5 Q       | 52,82            | 4 Q              | 52,68            | 5                |
| Sarah Sjöström                                                | 200 m frisim     | 56,18   | 3 Q       | 56,40            | 4 Q              | 56,91            | 7                |
| Sarah Sjöström                                                | 100 m fjärilsim  | 56,18   | 3 Q       | 56,40            | 4 Q              | 56,91            | 7                |
| Michelle Coleman Louise Hansson Sara Junevik Sarah Sjöström   | 4 × 100 m frisim | 3.35,93 | 8 Q       | i.u.             | i.u.             | 3.34,69          | 6                |
| Michelle Coleman Louise Hansson Sophie Hansson Sarah Sjöström | 4 × 100 m medley | 3.56,23 | 5 Q       | i.u.             | i.u.             | 3.54,27          | 5                |

Herrar
| Idrottare        | Gren           | Heat     | Heat      | Semifinal        | Semifinal        | Final            | Final            |
| Idrottare        | Gren           | Tid      | Placering | Tid              | Placering        | Tid              | Placering        |
| ---------------- | -------------- | -------- | --------- | ---------------- | ---------------- | ---------------- | ---------------- |
| Robin Hanson     | 100 m frisim   | 49,07    | 27        | Gick inte vidare | Gick inte vidare | Gick inte vidare | Gick inte vidare |
| Robin Hanson     | 200 m frisim   | 1.47,02  | 23        | Gick inte vidare | Gick inte vidare | Gick inte vidare | Gick inte vidare |
| Victor Johansson | 800 m frisim   | 7.49,14  | 10        | i.u.             | i.u.             | Gick inte vidare | Gick inte vidare |
| Victor Johansson | 1500 m frisim  | 15.05,53 | 18        | i.u.             | i.u.             | Gick inte vidare | Gick inte vidare |
| Erik Persson     | 200 m bröstsim | 2.08,76  | 6 Q       | 2.08,76          | 8 Q              | 2.08,88          | 8                |
| Björn Seeliger   | 50 m frisim    | 22,19    | 23        | Gick inte vidare | Gick inte vidare | Gick inte vidare | Gick inte vidare |

## Skateboard
Den 26 maj 2021 blev Oskar Rozenberg Hallberg uttagen i den svenska truppen.
| Idrottare                | Gren           | Kval     | Kval      | Final            | Final            |
| Idrottare                | Gren           | Resultat | Placering | Resultat         | Placering        |
| ------------------------ | -------------- | -------- | --------- | ---------------- | ---------------- |
| Oskar Rozenberg Hallberg | Herrarnas park | 56,66    | 17        | Gick inte vidare | Gick inte vidare |

## Skytte
Sverige har tagit en kvotplats i skeet. Den 20 november 2019 blev Stefan Nilsson uttagen i den svenska truppen.
| Idrottare      | Gren            | Kval  | Kval      | Final            | Final            |
| Idrottare      | Gren            | Poäng | Placering | Poäng            | Placering        |
| -------------- | --------------- | ----- | --------- | ---------------- | ---------------- |
| Stefan Nilsson | Herrarnas skeet | 119   | 23        | Gick inte vidare | Gick inte vidare |

## Tennis
Rebecca Peterson kvalificerade sig för OS i juni 2021. Hon hade redan den 19 maj 2021 dock blivit uttagen i den svenska truppen.
| Spelare          | Gren      | Omgång 1                 | Omgång 2                  | Åttondelsfinal    | Kvartsfinal       | Semifinal         | Final / BM        | Final / BM       |
| Spelare          | Gren      | Motståndare Poäng        | Motståndare Poäng         | Motståndare Poäng | Motståndare Poäng | Motståndare Poäng | Motståndare Poäng | Placering        |
| ---------------- | --------- | ------------------------ | ------------------------- | ----------------- | ----------------- | ----------------- | ----------------- | ---------------- |
| Rebecca Peterson | Damsingel | Sherif (EGY) W 7-5, 7-61 | Rybakina (KAZ) L 2-6, 3-6 | Gick inte vidare  | Gick inte vidare  | Gick inte vidare  | Gick inte vidare  | Gick inte vidare |

## Tyngdlyftning
Sverige fick en kvotplats i tyngdlyftning. Patricia Strenius blev uttagen i den svenska truppen den 21 juni 2021.
Damer
| Idrottare         | Gren   | Ryck     | Ryck      | Stöt     | Stöt      | Totalt | Placering |
| Idrottare         | Gren   | Resultat | Placering | Resultat | Placering | Totalt | Placering |
| ----------------- | ------ | -------- | --------- | -------- | --------- | ------ | --------- |
| Patricia Strenius | –76 kg | 102      | 7         | 133      | 4         | 235    | 4         |